# Halochroa aequatoria
Halochroa aequatoria är en fjärilsart som beskrevs av Paul Mabille 1879. Halochroa aequatoria ingår i släktet Halochroa och familjen nattflyn. Inga underarter finns listade i Catalogue of Life.